# Buena Vista Social Club (film)
Pour les articles homonymes, voir Buena Vista Social Club.
Pour plus de détails, voir Fiche technique et Distribution.
Buena Vista Social Club est un film documentaire allemand, sur la musique cubaine, réalisé et écrit par Wim Wenders, sorti en 1999 en Allemagne et en France. D'abord projeté à la Berlinale, il a ensuite participé à de nombreux festivals internationaux tels que le Festival international du film de Jakarta, le Festival international du film norvégien ou encore le Festival international du film de Singapour. Ce film retrace l'enregistrement d'un album par le groupe Buena Vista Social Club associé à des archives et des interviews.
Principalement tourné à La Havane, Buena Vista Social Club est le trente-sixième film de Wim Wenders, après, entre autres, Jusqu'au bout du monde (1991), Les Ailes du désir (1987) ou encore Au fil du temps (1976). Buena Vista Social Club a été acclamé par la critique et par le public.

## Genèse
Ry Cooder a composé la musique des films Paris, Texas (1984) et The End of Violence (1997), tous deux réalisés par Wim Wenders. Durant leur collaboration, le musicien parle souvent au réalisateur du Buena Vista Social Club, un club légendaire de musiciens de Cuba, dont certains avaient plus de quatre-vingt-dix ans, avec lequel il a enregistré en 1996 un disque sorti en 1997 et qui fut un succès international.
Au printemps 1998, Ry Cooder décide de retourner à Cuba pour y enregistrer un nouveau CD aux côtés d'Ibrahim Ferrer et de tous les musiciens qui avaient participé au premier album. Cette fois, Wim Wenders l'accompagne avec son équipe de tournage.
Le film montre l'enregistrement de plusieurs de leurs morceaux à La Havane et permet également de découvrir des archives de concerts à Amsterdam et New York. Par ailleurs, plusieurs des musiciens parlent de leur vie à Cuba et de leurs débuts dans le monde de la musique,.

## Fiche technique
- Titre : Buena Vista Social Club
- Réalisation et scénario : Wim Wenders
- Photographie : Jörg Widmer, Robby Müller (à Amsterdam) et Lisa Rinzler (à New York)
- Montage : Brian Johnson
- Production : Ulrich Felsberg et Deepak Nayar
- Sociétés de production : Road Movies Filmproduktion en association avec Kintop Pictures et Arte
- Sociétés de distribution : 
  - États-Unis : Artisan Entertainment
  - France : Mars Distribution
  - Allemagne : Senator Film
- Pays de production :  Allemagne
- Langue originale : anglais et espagnol
- Format : couleur — 35 mm — 1,78:1 — Dolby Digital[3]
- Genre : documentaire
- Durée : 105 minutes[1]
- Dates de sortie[4] : 
  - États-Unis : 4 juin 1999
  - France : 16 juin 1999
  - Allemagne : 17 juin 1999
  - Belgique : 15 décembre 1999
- Lieux de tournage : La Havane, Amsterdam et New York[5]

## Distribution

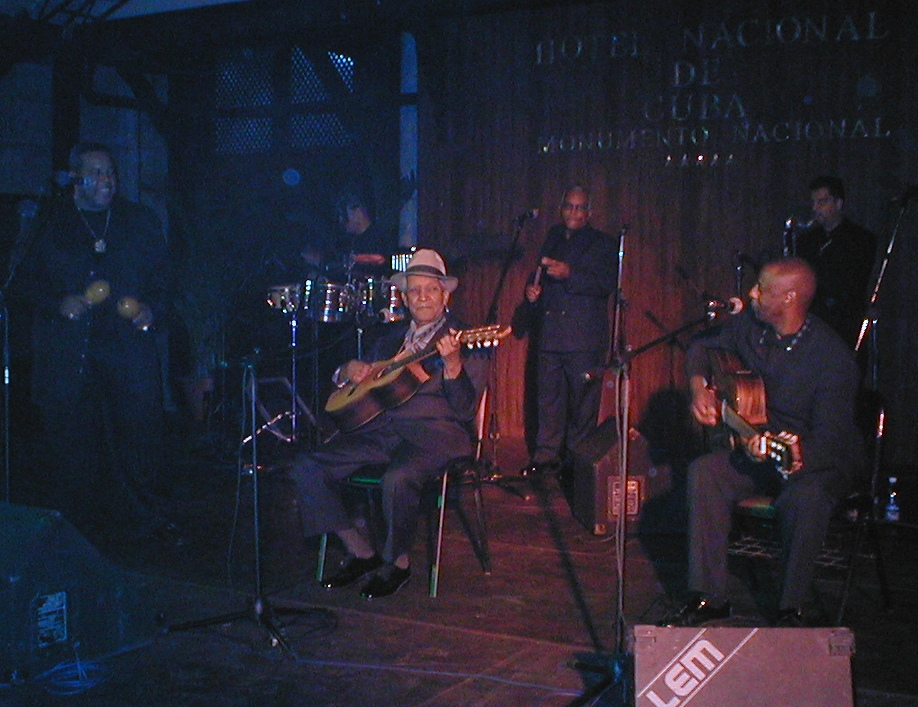
Compay Segundo

Dans l'ordre d'apparition à l'écran et dans leurs propres rôles :
- Francisco Repilado « Compay Segundo » (chant et armonico, variante du tres)
- Eliades Ochoa (chant et guitare)
- Ry Cooder (guitare « slide »)
- Joachim Cooder, son fils (batterie)
- Ibrahim Ferrer (chant, congas, claves, bongos)
- Omara Portuondo (chant)
- Rubén González (piano)
- Orlando « Cachaito » López (contrebasse)
- Amadito Valdés (timbal)
- Manuel « Guajiro » Mirabal (trompette)
- Barbarito Torres (laúd)
- Pío Leiva
- Manuel « Puntillita » Licea (chant)
- Juan de Marcos González (chœurs, güiro)

## Réalisation du film
La relation professionnelle et amicale entre Ry Cooder et Wim Wenders date du tournage de Paris, Texas en 1984, dont Cooder a composé la musique. À cette occasion, Cooder parle à Wenders d'un projet de documentaire et lui donne une cassette audio des enregistrements du Club. Le lendemain, Wenders demande à Cooder de le prévenir lorsqu'il repartirait pour La Havane, afin d'entamer leur projet : tourner un documentaire sur l'histoire qui se cache derrière la musique du Club. Ainsi, en 1998, Wenders et Cooder arrivent à Cuba pour l'enregistrement de l'album d'Ibrahim Ferrer. Ils débarquent avec seulement deux caméras, une Betacam et une Steadicam. Wenders déclare plus tard, en parlant du projet, que son but était d'« essayer de faire justice à ces personnes et laisser la musique parler pour elles ». C'est la première fois que Wenders vient à La Havane : chaque jour, il découvre de nouveaux lieux pour ses prises de vues.
C'est une grande surprise, pour le Buena Vista Social Club, de voir débarquer Wim Wenders, réalisateur renommé, pour tourner un documentaire à propos du Club. Wenders opte pour des couleurs vibrantes et contrastées, avec un léger ton de sépia. Les scènes tournées dans la rue ne sont pas préparées. Le tournage n'est pas simple : les musiciens ont du mal à se faire à la présence constante des caméras dans leur studio de répétition et d'enregistrement, estimant qu'elles les distraient trop pour qu'ils puissent jouer correctement.
Wenders quitte finalement l'île avec plus de cinquante heures de pellicule. De plus, le réalisateur décide d'enregistrer un concert du Buena Vista Social Club au Carnegie Hall ainsi qu'un autre au Théâtre royal Carré. Il ne reste plus alors qu'à monter le film.

## Autour du film

### Réception publique
D'abord projeté à la Berlinale, hors compétition, Buena Vista Social Club a profité d'une projection dans de nombreux festivals. Il a été par ailleurs récompensé par de nombreux prix  dont un NYFCC Award, un prix du cinéma européen ou encore un Satellite Award.
Malgré cette reconnaissance internationale, Buena Vista Social Club n'a pas connu un grand succès en salles, aux États-Unis. Lors de sa sortie, le film réalise une faible recette de 127 370 $ (le film était alors projeté dans quinze salles). À la fin de son exploitation, il avait réalisé 7 002 182 $ de recettes en trente-deux semaines. En France, le succès fut meilleur avec une recette finale correspondant à 671 479 entrées. Ce fut la même chose au Royaume-Uni et en Allemagne. Ainsi, à la fin de son exploitation, le film avait amassé 23 002 182 $ dans le monde, dont seulement 30,4 % aux États-Unis. Le film est par ailleurs classé 87e film de l'année 1999.
Résultats de Buena Vista Social Club par pays :
| Pays ou région | Box-office        | Date d'arrêt du box-office | Nombre de semaines |
| -------------- | ----------------- | -------------------------- | ------------------ |
| France         | 737 210 entrées   | -                          | -                  |
| Royaume-Uni    | 396 460 £         | 17 octobre 1999            | -                  |
| Pays-Bas       | 209 075 €         | -                          | -                  |
| Allemagne      | 1 195 348 entrées | 31 décembre 2003           | -                  |
| États-Unis     | 7 002 182 $       | 6 février 2000             | 32                 |
| Mondial        | 23 002 182 $      | 6 février 2000             | 32                 |

### Réception critique
En parallèle à une réception publique appréciable, Buena Vista Social Club a reçu une très bonne critique. Le film « rend heureux » selon Le Parisien dont le jeu des acteurs « crève l'écran de manière incroyable » pour Le Nouvel Observateur. Le film est par ailleurs filmé avec « légèreté » d'après Le Monde : la performance de Wim Wenders a été appréciée de tous. Une grande majorité des critiques s'accordent sur le fait que ce documentaire n'est finalement qu'une « délicieuse promenade musicale ». Voici plusieurs critiques parues en France :
- Pierre Vavasseur (Le Parisien)[11] : « parce qu'il parle de la vie, de l'espoir, des désirs simples, Buena Vista Social Club est un film qui rend, tout doucement, heureux. »
- Bernard Loupias (Le Nouvel Observateur)[12] : « de Berlin à Lisbonne, on sait que Wim Wenders sait filmer les villes. Il a su regarder La Havane. Il a surtout réussi à trouver la bonne distance avec ses « personnages » - tous crèvent l'écran de manière incroyable. »
- François Gorin (Télérama)[13] : « entre concert, studio et intérieurs havanais, le film s'éclaire […] par petites touches […]. Ce charme est affaire d'ambiance, de bonnes vibrations. Ici, on aime la musique, on la saisit avec ferveur, on la partage. D'Ibrahim à Wim, de Compay à Ry. »
- Marie-Noëlle Tranchant (Le Figaroscope)[14] : « une délicieuse promenade musicale, et des rencontres pleines de charme. »
- Jean-Michel Frodon (Le Monde)[12] : « Wim Wenders s'est mis au service de Ry Cooder qui s'est mis au service des musiciens cubains, la boucle est plaisamment bouclée. Mais Wim Wenders retrouve aussi une légèreté de filmer qu'on ne lui avait plus connue depuis longtemps. »
- Jean-Yves Katelan (Première)[14] : « si Wenders se contente d'égrener, à l'épaule, l'exhaustive liste des membres de ce groupe aussi coïncidental qu'antholo, on ne peut que s'émerveiller (...) devant ces personnages, pauvres et cultivés, joyeux et musiciens. »

### Bande originale
Le documentaire a été filmé après que le Buena Vista Social Club a enregistré son album, au moment où la quasi-totalité s'est retrouvé pour enregistrer l'album solo d'Ibrahim Ferrer, et ensuite lors de concerts de Buena Vista Social Club.
Il est possible d'entendre les morceaux suivants dans le film, tous interprétés par des membres du club, :
| 1. Chan Chan (écrit par Francisco Repilado) 2. Silencio (écrit par Rafael Hernández) 3. Chattanooga Choo Choo (écrit par Harry Warren et Mack Gordon) 4. Dos Gardenias (écrit par Isolina Carillo) 5. Veinte Años (écrit par María Teresa Vera) 6. Tú Qué Has Hecho? (écrit par Eusebio Delfin) 7. Black Bottom (écrit par Ray Henderson, Lew Brown et Buddy G. DeSylva) 8. Canto Siboney (écrit par Ernesto Lecuona) 9. El Carretero (écrit par Guillermo Portabales) 10. Cinfuegos (écrit par Victor Lay) | 1. Begin the Beguine (écrit par Cole Porter) 2. Buena Vista Social Club (écrit par Orestes López) 3. Mandinga (Bilongo) (écrit par Guillermo Rodriguez Fiffe) 4. Candela (écrit par Faustino Oramas) 5. Chancullo (écrit par Cachao) 6. El Cuarto de Tula (écrit par Sergio Siaba) 7. Guateque Campesino (écrit par Celia Romero) 8. Nuestra Ultima Cítá (écrit par Forero Esther) 9. Quizás, quizás, quizás (écrit par Osvaldo Farrés) |

## Technique
Le film est entièrement tourné en numérique (digital betacam), sans pellicule 35 mm.

## Distinctions

### Nominations
- 1999 : nommé au Golden Trailer Awards du meilleur documentaire
- 2000 : nommé à l'Oscar du meilleur film documentaire
- 2000 : nommé à l'American Cinema Editors du meilleur montage
- 2000 : nommé au British Academy Film Award du meilleur film, de la meilleure musique de film et du meilleur son
- 2000 : nommé au Las Vegas Film Critics Society du meilleur documentaire
- 2000 : nommé au Satellite Awards du meilleur montage et du meilleur son

### Récompenses
- 1999 : Bogey Awards
- 1999 : Meilleur documentaire au Seattle International Film Festival
- 1999 : NYFCC Award du meilleur film non fictif
- 1999 : Meilleur documentaire au National Board of Review
- 1999 : Los Angeles Film Critics Association Awards du meilleur documentaire
- 1999 : prix de l'audience au Festival international du film d'Édimbourg
- 1999 : prix du cinéma européen du meilleur documentaire
- 2000 : prix du film allemand du meilleur documentaire
- 2000 : Meilleur film étranger au Festival international du film norvégien
- 2000 : Golden Camera
- 2000 : Satellite Awards du meilleur documentaire
- 2000 : Meilleur documentaire au Online Film Critics Society
- 2000 : Meilleur documentaire au National Society of Film Critics
- 2000 : prix spécial au Message to Man
- 2000 : prix du meilleur documentaire au Kansas City Film Critics Circle
- 2000 : Florida Film Critics Circle Awards du meilleur documentaire
- 2000 : Broadcast Film Critics Association Awards du meilleur documentaire
- 2001 : Meilleur film étranger au Cinema Brazil Grand Prize